# Кенаса (Москва)
Кенеса в Москві — молитовний будинок  московських караїмів, що існував у 1880 — 1928 роках на вулиці Герцена 19.
Заснована на початку вісімдесятих років ХІХ століття зусиллями караїмського духовенства С. Чадукова та  С. Бобовича. Перед цим суботні богослужіння проходили в різних будинках московських караїмів. Кенаса розташовувався в маєтку за адресою вул. Велика Нікітська 19 (нині — Герцена 19), у квартирі № 15.
Після маніфесту Миколи II про віротерпимість від 12 квітня 1905 року, караїми отримали офіційний дозвіл градоначальника на відкриття кенаси. Московська громада караїмів отримала легалізацію.
При кенасі створено Товариство допомоги бідним караїмам і відкрита караїмська бібліотека. Матеріальну допомогу громаді надали імператор Микола II, три фабриканти, виробники тютюну та цигарок, і ще декілька багатих промисловців-караїмів. Караїмські тютюнові фабрики увійшли в історію міста, як «Червона зірка», «Дукат», «Ява».
1 травня 1911 року гахан Криму та Одеси Самуїл Пампулов відвідав московську громаду. Того ж року планувалося побудувати московську кенасу як окрему будівлю, але через брак коштів та початок Першої світової війни плани не втілилися у життя.
Караїмська синагога існувала деякий час під владою більшовиків, але 1924 року керівництво будівлі скасувало кімнати караїмів (до 1928 року ще існували суботні молитви). Відтоді люди молилися, як і до 1880 року — в приватних будинках вірних караїмізму.